# Тімарх (сатрап)
Тімарх (дав.-гр. Τίμαρχος; загинув у 160 до н. е.) — узурпатор в державі Селевкідів у період між 163 і 160 роком до н. е.. 

## Життєпис

### Походження
Будучи знатним аристократом із міста Мілет, Тімарх був товаришем базилевса Антіоха IV Епіфана під час його перебування в Римі. Коли той у 175 році до н. е. став правителем, Тімарх був призначений сатрапом Мідії (західний Іран), а його брат Гераклід став міністром фінансів. Перське населення країни побоювалося парфян, і Тімарх був змушений боротися з цим супротивником. Кордони царства на сході в той час змогли досягти околиць Тегерана.

### Заколот
У 163 році до н. е. під час перського походу помер Антіох IV, і Тімарх став незалежним правителем Мідії. Його суперником став регент Лісій, що правив країною від імені сина покійного — Антіоха V Євпатора.
У 162 р. до н. е. в Сирії з'явився претендент на престол Деметрій I Сотер, котрий убив Лісія та Антіоха, та усунув з посади Геракліда. Це могло вплинути на рішення Тимарха проголосити себе царем.
Він зміг розширити свою владу за рахунок Вавилона, чиї астрономічні записи вказують на його правління. Однак Тімарх не зміг здолати Деметрія, і в 160 році до н. е. був убитий.
Про характер правління Тимарха відомо мало, хоча Аппіан вказував на тиранічний характер його влади. Це пояснює, чому після перемоги вавилоняни дали Деметрію епіклесу Сотер (Спаситель). 
На своїх монетах Тімарх називав себе дав.-гр. Βασιλεύς Μέγας, тобто Басилевс Великий, що було еллінізованою формою титула Ахеменідів. Також таким титулом користувався греко-бактрійський володар Євкратид I, дизайн монет котрого скопіював Тімарх на своїй тетрадрахмі.

### Помста
За Тімарха помстився його брат Гераклід, який став фаворитом Александра Баласа — претендента на трон Держави Селевкідів, що оголосив себе сином базилевса Антіоха Епіфана. Він зміг переконати Сенат підтримати претендента на престол в його боротьбі з Деметрием, який був убитий в 150 році до н. е.. Таким чином рід Тімарха прийняла дієву участь в ослабленні держави Селевкідів.